# الدعارة في بنجلاديش

الوضع القانوني للبغاء في جميع أنحاء آسيا.
Decriminalization – No criminal penalties for prostitution

الدعارة في بنغلاديش قانونية ومنظمة.  يجب أن تسجل البغايا وتعلن إفادة خطية تفيد بأنهن يدخلن الدعارة من اختيارهن وأنهن غير قادرات على العثور على أي عمل آخر.  تعاني البغايا البنغلاديشيات في كثير من الأحيان من ظروف اجتماعية سيئة   وكثيرا منهن ما يتعرضن للتدهور الاجتماعي.   

## فيروس نقص المناعة البشرية / الإيدز
وفقًا للمنظمات غير الحكومية ، فإن البغايا وعملائهم هم الأكثر عرضة للإصابة بفيروس نقص المناعة البشرية بسبب الجهل ونقص المعلومات العامة حول الجنس غير المحمي .  

## روابط خارجية
- جنوب آسيا بنغلاديش بائعات الهوى يرتدين السلاح
- داخل تجارة الرقيق
- الدعارة في بنغلاديش: لمحة تجريبية للعاملين بالجنس
- العاملون في تجارة الجنس في المناطق الحضرية في بنغلاديش